# Ннун (пушту літера)
ڼ — двадцять дев'ята літера алфавіту пушту. Він представляє ретрофлексний носовий знак, який на деванагарі означає ण і транслітерується як ⟨ṇ⟩. У шахмухі та сарайки це пишеться як ݨ.